# Louis de Robiano
Louis François Marie Joseph de Robiano, ook bekend als de Robiano de Borsbeek, (Brussel, 10 maart 1781 - Turijn, 24 mei 1855) was een Belgische politicus van de Katholieke Partij. 

## Levensloop
Hij was een zoon van Jean-Joseph de Robiano (1773-1833) en Jeanne de Limpens (1751-1837). Hij verkreeg adelserkenning en werd benoemd in de Ridderschap van Antwerpen met de titel van graaf bij Koninklijk Besluit van 13 maart 1816/N° 62, maar hij weigerde de vereiste eed af te leggen en de benoeming werd ingetrokken bij KB van 4 juli 1816/N° 37. In 1840 werd dan onder het Belgisch Koninkrijk de adelserkenning toegekend, met de titel van graaf voor alle nakomelingen.
Hij was de broer van François de Robiano en van Eugène de Robiano. Hij was de oom van Ludovic en Maurice de Robiano. Hij was de schoonbroer van Joseph de Man d'Hobruge.
Hij trouwde in 1826 in Münster (Westfalen) met gravin Amélie de Stolberg-Stolberg (1807-1880). Ze hadden twee zoons die priester werden: Frédéric (1827-1862) werd jezuïet en Alfred (1829-1902) werd dominicaan, een dochter die karmelietes werd en een dochter die trouwde met graaf Franz de Stolberg-Wernigerode. Deze familietak stierf uit, net als die van zijn broer François.
Hij zetelde in de Kamer van volksvertegenwoordigers in 1832 en 1833 voor het arrondissement Ieper.
Louis de Robiano was bestuurder van de Bibliothèque catholique de la Belgique, die vanaf 1821 boeken en brochures van katholieke signatuur publiceerde. Hij zorgde zelf voor verschillende herdrukken, met door hem aangebrachte wijzigingen of aanvullingen.
Hij publiceerde ook veel eigen filosofische of historische werken, vaak bij uitgevers in Parijs.

## Publicaties
- Réflexions sur la Constitution des Pays-Bas catholiques, Brussel, 1814.
- Des systèmes actuels de l'éducation du peuple, Brussel, 1819.
- Essai sur l'action du philosophisme et sur celle du christianisme, Parijs, 1820.
- Addition aux mémoires de Madame le marquise Rochejaquelein, Leuven, 1823.
- Marie-Antoinette à la Conciergerie, Parijs, 1824.
- De la violation des cimetières, Leuven, 1824.
- Mémoire pour la Belgique et projet de manifeste, Leuven, 1832 (vertaald als Gedenkschrift voor Belgenland en voorwerp van een verdedigings-schrift, Sint-Niklaas-1832.)
- Lettre au comte de Senft-Pilsach, envoyé extraordinaire et ministre plénipotentiaire d'Autriche à La Haye, et à la Conférence de Londres, Brussel, 1839.
- L'Ordre, Parijs, 1852.